# Asrat Haile
Asrat Haile (ur. 30 listopada 1951, zm. 26 października 2024) – etiopski piłkarz grający na pozycji środkowego obrońcy. W swojej karierze grał w reprezentacji Etiopii.

## Kariera klubowa
W swojej karierze piłkarskiej Haile grał w klubie Saint-George SA.

## Kariera reprezentacyjna
W 1976 roku Haile został powołany do reprezentacji Etiopii na Puchar Narodów Afryki 1976. Wystąpił na nim w dwóch meczach grupowych: z Gwineą (1:2) i z Egiptem (1:1).